# Buckram
Buckram är benämning på flera olika tygslag:
- I samband med bokbinderi är det ekvivalent med klot.
- Inom modist-branschen avser det en sorts styvt tyg, som används i hattstommar. Ursprungligen ett tättvävt och klistrat bomullstyg, numera ofta heldragna, styva fibrer av diverse plastmaterial.
- Vid skrädderi är det ett styvt tyg, som sys in under fodret för att ge stadga, t.ex. i kavajslag.

Materialet var ursprungligen tätvävd bomull eller linne, förstyvad med stärkelse. Stärkelsen har ibland ersatts av kaolin. Efter stärkningen glättas tyget genom valsning.
Eftersom stärkelse försvinner vid vattentvätt, så måste klädesplagg, där buckram använts, kemtvättas, då de annars blir sladdriga.

## Etymologi
Från modern engelska går ordet tillbaka från medeltidsengelska bukeram, från gammalfranska boquerant, från provensalska bocaran, från gammalitalienska bucherame. Ursprunget är orten Buchara varifrån importerades linne av hög kvalitet.